# Kia Stonic
El Kia Stonic es un SUV crossover subcompacto fabricado por Kia Motors. Su nombre se deriva de las palabras "rápido" y "tónico". El Stonic debutó en Frankfurt el 20 de junio de 2017 y en Corea del Sur el 13 de julio de 2017, y se lanzó en el cuarto trimestre de 2017.

## Visión de conjunto

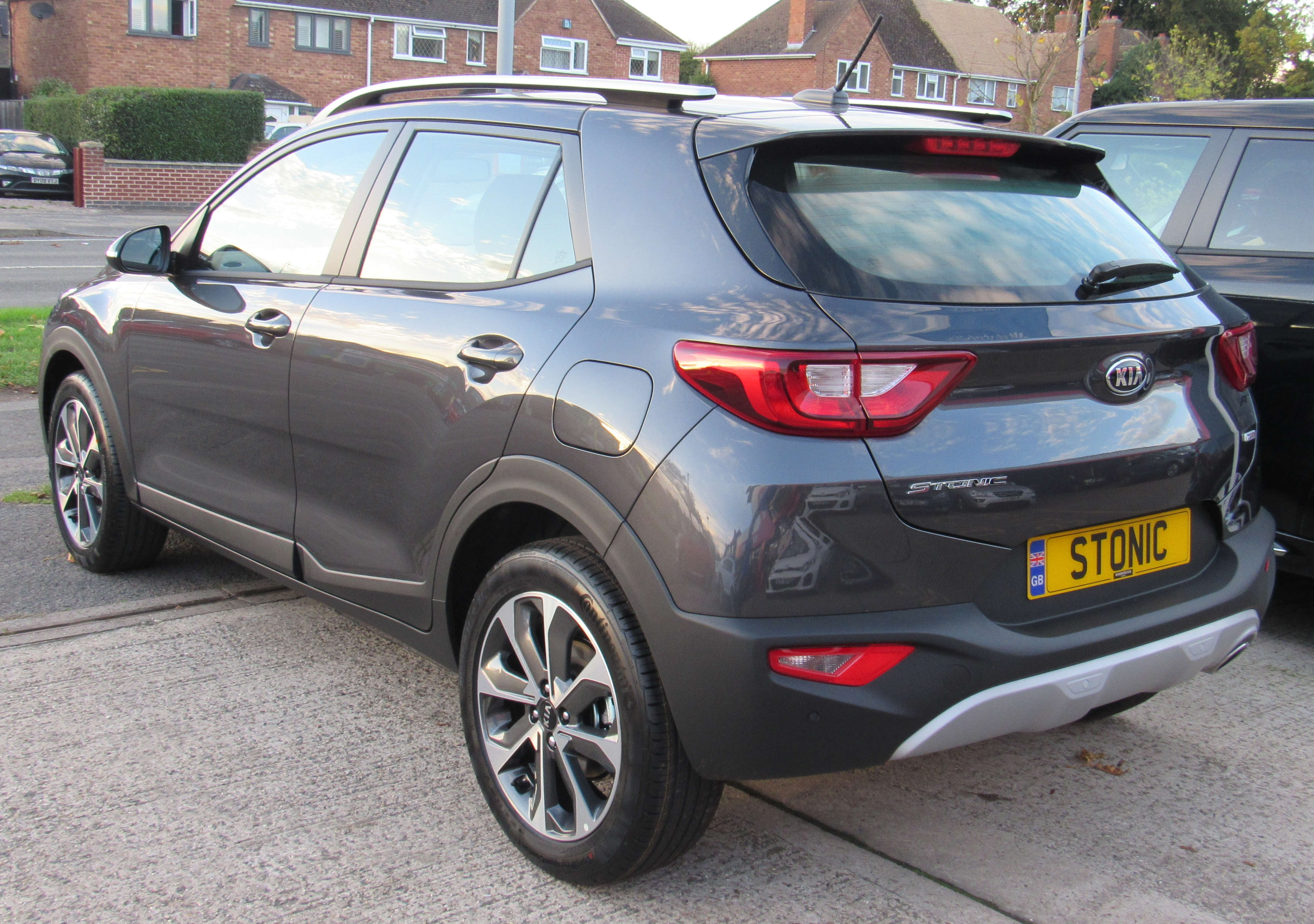
Parte trasera

El Kia Stonic hizo su debut en el Salón Internacional del Automóvil de Alemania 2017 simultáneamente con su coche hermano, el Hyundai Kona. Es el más pequeño en la alineación de SUV de Kia, debajo de Niro, Sportage y Sorento. El Stonic comparte su plataforma e interior con la cuarta generación de Kia Rio.
El Stonic se ofrece con una opción de cuatro motores: un motor turbocompresor de 1.0 litros y tres cilindros, un motor de 1.2 litros y cuatro cilindros, un motor de cuatro cilindros y un motor diésel CRDi de cuatro cilindros y 1.6 litros; siendo esta última la única oferta en el mercado de Corea del Sur.
La personalización es un factor clave en el desarrollo de Stonic, por lo que se ofrecerá con 20 combinaciones de colores de dos tonos diferentes, incluidos cinco colores de techo diferentes.

### Seguridad
Euro NCAP
Resultados de la prueba Euro NCAP para un LHD, variante de hatchback de 5 puertas con equipo estándar en una inscripción de 2017:
Resultados de la prueba Euro NCAP
Kia Stonic con equipo estándar (2017)
| Prueba                   | Puntos        | %             |
| ------------------------ | ------------- | ------------- |
| General:                 | 3/5 estrellas | 3/5 estrellas |
| Ocupante adulto:         | 32.5          | 85%           |
| Niño ocupante:           | 41.2          | 84%           |
| Peatonal:                | 26            | 62%           |
| Asistencia de seguridad: | 3             | 25%           |

Resultados de la prueba Euro NCAP para un LHD, variante con puerta trasera de 5 puertas con paquete de seguridad opcional en una inscripción de 2017:
Resultados de la prueba Euro NCAP
Kia Stonic con paquete de seguridad opcional (2017)
| Prueba                   | Puntos        | %             |
| ------------------------ | ------------- | ------------- |
| General:                 | 5/5 estrellas | 5/5 estrellas |
| Ocupante adulto:         | 35.5          | 93%           |
| Niño ocupante:           | 41.2          | 84%           |
| Peatonal:                | 29.8          | 71%           |
| Asistencia de seguridad: | 7.1           | 59%           |

## Premios
El Stonic ganó el premio de diseño de producto iF en la categoría "Diseño de transporte"  y el premio Red Dot en la categoría "Diseño de automóvil" en 2018.